# 朱安㶠
堵陽榮憲王朱安㶠（1479年—1534年），明朝周藩堵陽王府鎮國將軍，追封堵陽王，為堵陽安僖王朱同鉣的庶長子。

## 生平
成化二十一年（1485年）閏四月，獲賜名安㶠。朱安㶠初封鎮國將軍，於弘治十一年（1498年）八月獲賜誥命、冠服。
嘉靖十三年（1534年），朱安㶠去世，享年五十六歲。庶長子輔國將軍朱睦檯早卒。庶長孫朱勤炈於嘉靖二十六年（1547年）襲爵後，朝廷追封朱安㶠為堵陽王，賜諡榮憲。

## 家庭
- 庶長子：輔國將軍→堵陽康裕王（追封）朱睦檯
  - 庶長孫：堵陽端簡王朱勤炈